# 요요하타정
요요하타정(代々幡町)은 도쿄부 도요타마군에 있던 정이다. 현재의 시부야구에 해당한다.

## 역사
- 1889년 5월 1일 - 정촌제 시행에 의해 미나미토시마군 요요하타촌이 성립하였다.
- 1896년 4월 1일 - 미나미토시마군, 히가시타마군과 합병해 도요타마군이 되었다.
- 1915년 - 정으로 승격해 요요하타정이 되었다.
- 1932년 10월 1일 - 도요타마군 전체가 도쿄시에 편입되어 소멸, 요요하타정의 구역은 시부야구가 되었다.

## 교통

### 철도
- 오다와라 급행철도 (현 오다큐 전철)
  - 오다와라선
- 게이오 전기철도 (현 게이오 전철)
  - 게이오선

## 관련서적
- 東京府豊多摩郡 『東京府豊多摩郡誌』 1916年
- 京王帝都電鉄総務部『京王帝都電鉄30年史』1978年（昭和53年）6月1日発行